# Citroën DS3 WRC
Chronologie des modèles (2001 - ...)
Citroën C4 WRC Citroën C3 WRC
La Citroën DS3 WRC est une voiture de rallye fabriquée par Citroën Racing et Citroën Junior Team de 2011 à 2016. Spécialement conçu pour le championnat du monde des rallyes (WRC), elle est basée sur la Citroën DS3 de base.

## Historique

### DS 3 WRC
La DS 3 WRC a remplacé la Citroën C4 WRC pour la saison 2011 du championnat du monde des rallyes. Elle a fait ses débuts officiels en compétition dans le cadre du Rallye de Suède (10-13 février 2011), première manche du Championnat du Monde des Rallyes.
Côté mécanique de la voiture, la cylindrée est passée de 1998 à 1 598 cm3, a reçu une bride règlementaire de 33 mm et a perdu 25 chevaux pour passer à 325 chevaux comparé aux 350 chevaux de la C4 WRC.
La DS3 est également moins longue : 3 948 mm contre 4 274 mm pour la C4. Elle perd également 30 kg par rapport à la C4 WRC, soit 1 200 kg comme prévu par le règlement de la FIA.
Elle remporte le championnat du monde des rallyes 2011 et 2012, s'imposant à vingt reprises en deux ans, assurant ainsi les neuvièmes titres de Sébastien Loeb et de son copilote Daniel Elena, ainsi qu'un septième pour Citroën.

### DS 3 RRC
Dérivée de la WRC, la RRC a été annoncée fin octobre 2012. Ces voitures sont destinées à être engagées dans les échelons inférieurs au WRC : WRC-2 (ex S-WRC), Championnat d’Europe (ERC), Championnat du Moyen-Orient (MERC), certains championnats nationaux… Visuellement et mécaniquement les deux modèles (DS3 WRC et RRC) sont différents puisque la réglementation est plus restreinte sur la RRC. Par exemple, le 1.6 turbo à injection directe reçoit des modifications légères passant de 315 ch à 275 ch, visuellement les ouvertures du bouclier avant sont plus petites et l’aileron arrière répond aux normes S2000. L’autre changement notable concerne les freins sur la configuration asphalte : le diamètre des disques est réduit de 355 à 350 mm et le système de refroidissement par eau est supprimé.

## Titres en championnats de rallyes et victoires
Championnat du monde des rallyes Pilote  
|      |                |              |         |  |  |  |  |  |  |
| 2011 | Sébastien Loeb | Daniel Elena | DS3 WRC |  |  |  |  |  |  |
| 2012 | Sébastien Loeb | Daniel Elena | DS3 WRC |  |  |  |  |  |  |

Championnat du monde des rallyes Constructeur  
|      |         |  |  |  |  |  |  |  |  |
| 2011 | DS3 WRC |  |  |  |  |  |  |  |  |
| 2012 | DS3 WRC |  |  |  |  |  |  |  |  |

- Championnat du monde des rallyes - 2 (WRC-2) des pilotes: 2013 Robert Kubica (version RR2);
- Championnat du monde des rallyes - 3 (WRC-3) des pilotes: 2013 Sébastien Chardonnet et 2014 Stéphane Lefebvre (version R3T);
- Championnat du monde WRC-3 des copilotes: 2013 Thibault De la Haye et 2014 Thomas Dubois (version R3T);
- Championnat du monde des rallyes junior des pilotes: 2014 Stéphane Lefebvre (version R3T);
- Championnat du monde des rallyes junior des copilotes: 2014 Thomas Dubois (version R3T);
- Championnat d'Angleterre des rallyes: 2012 Keith Cronin, 2013 Jukka Korhonen et 2014 Daniel McKenna (tous trois sur R3T);
- Victoires en WRC (23 - 10 épreuves sur 13 en 2011 et en 2012):

Mexique 2011 et 2012, Portugal 2011, Jordanie 2011, Sardaigne 2011 et 2012, Argentine 2011, 2012, 2013 et 2015, Acropole 2011 et 2012, Finlande 2011 et 2012, Allemagne 2011, 2012 et 2013, France 2011 et 2012, Catalogne 2011 et 2012, Monte-Carlo 2012 et 2013, Nouvelle-Zélande 2012;
- Victoires en WRC-2 (5 (Kubica, RR2)) :

Acropole 2013, Sardaigne 2013, Allemagne 2013, France 2013, Espagne 2013;
- Victoires en WRC-3 (7 (Chardonnet, Lefebvre et Gilbert, tous R3T)) :

Monte-Carlo 2013 et 2014, Allemagne 2013, France 2013, Portugal 2014, Pologne 2014, Allemagne 2014;
- Victoires en J-WRC (3 (Lefebvre, R3T)) :

Portugal 2014, Pologne 2014, Allemagne 2014.

## Caractéristiques
- 300 ch à 6 000 tr/min
- 350 N m à 3 250 tr/min
- Frein AV Disques ventilés 355 mm ; Étriers 4 pistons refroidis par eau
- Frein AR Disques ventilés 300 mm ; Étriers 4 pistons

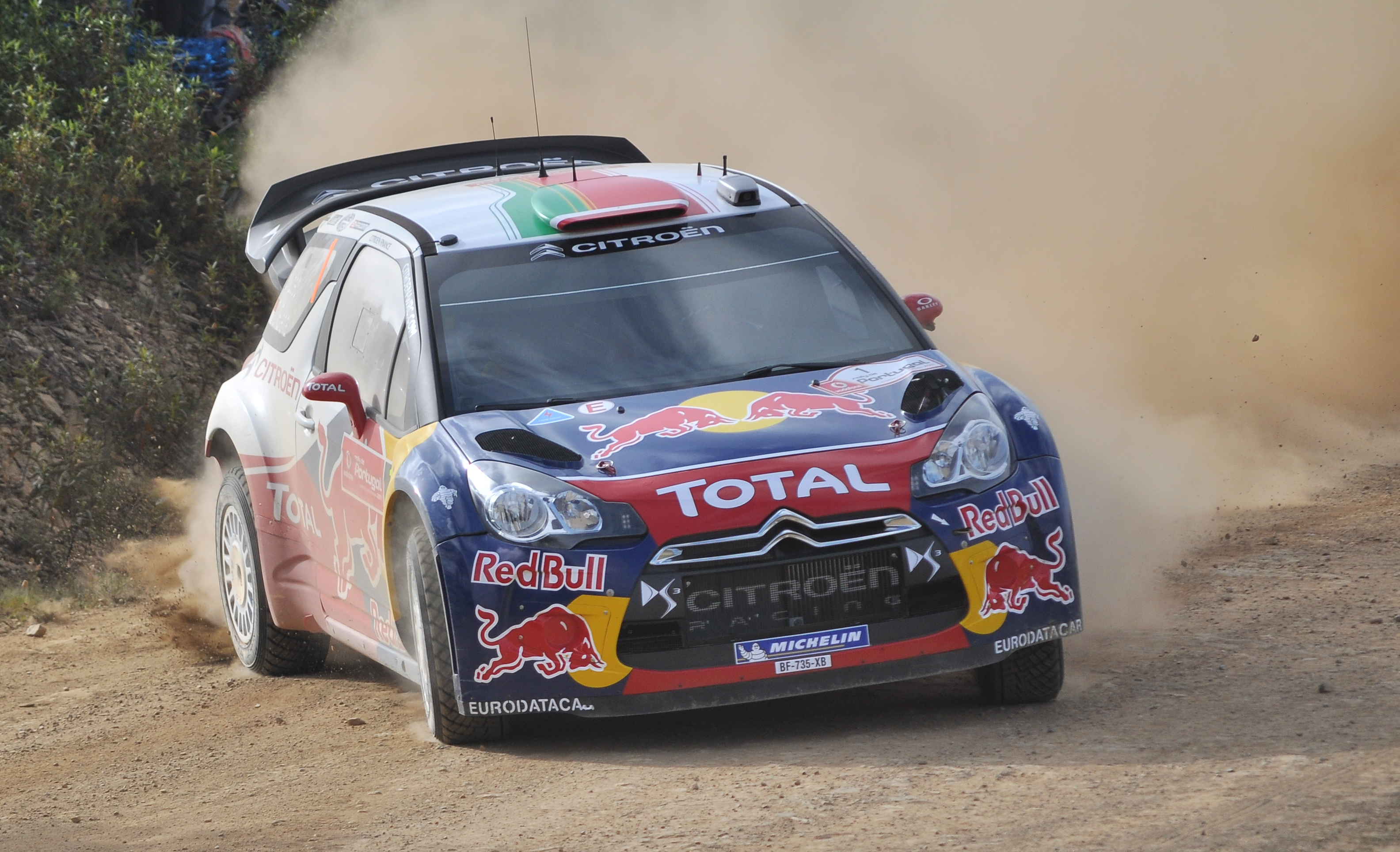
Citroën DS3 WRC de Sébastien Loeb en 2011.
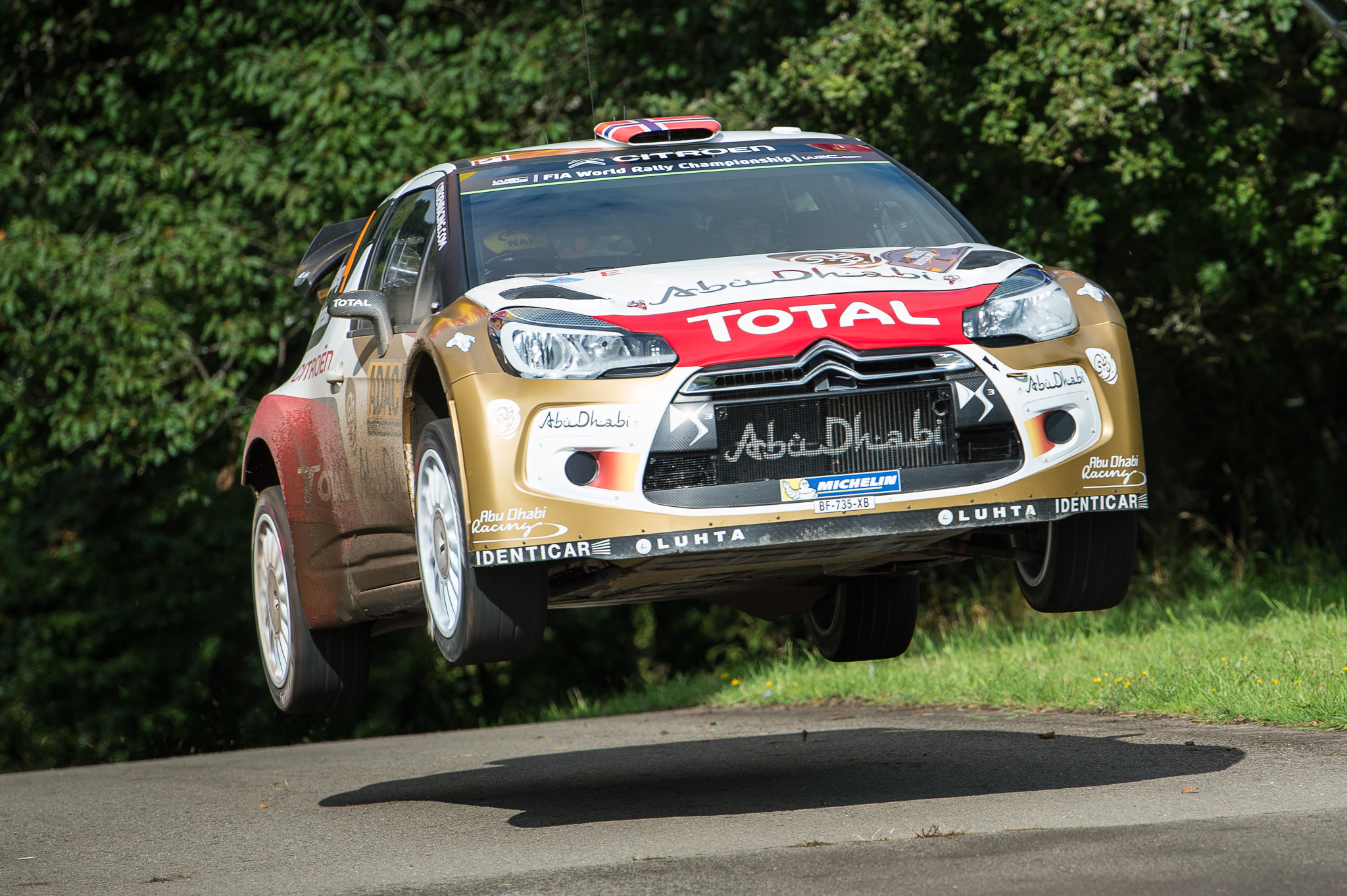
Citroën DS3 WRC de Mads Østberg en 2014.